# わたしの彼は左きき
「わたしの彼は左きき」（わたしのかれはひだりきき）は、麻丘めぐみの通算5枚目のシングル。1973年7月5日発売。発売元はビクター音楽産業。

## 解説
- 南沙織や天地真理、小柳ルミ子ら三人娘（三代目・三人娘）とともに "元祖女性アイドル" と語られる機会もある麻丘めぐみの5枚目。曲中の「左きき」の歌詞に合わせて、顔の高さに掲げた左の手のひらと甲を交互に見せる振り付けが特徴の一曲である。
- 売上枚数は総計50万枚以上[2]。オリコンチャートで唯一の1位獲得曲（8月27日 - 9月3日付）であり[1]、麻丘の代表曲として広く知られている。また、この曲で『第24回NHK紅白歌合戦』に初出場を果たした[2]。後年、「舞台袖で、歌う前にいしだあゆみさんが優しく声をかけてくれたのが嬉しかった」と懐古している[3]。
- 麻丘本人は右利きだが、曲の宣伝の際には、左手でサインをしたり、食事の時左手で箸を持つなどしていた[2]。
- 本作がリリースされた当時、巷間では左利きに対する差別意識が若干残っていたこともあり、麻丘自身は「このタイトルでいいのだろうか？」と戸惑ったという[4]。しかし、歌詞の内容自体は、左利きの人間を差別したり忌避したりするものではなく、むしろ本作のヒットがきっかけで、左利き用品が多数販売され、左利きが市民権を得たとも言われている[5]。
- レコーディングメンバーとして、ギターを担当しているのは高中正義[注 1]。

## 収録曲
- 全曲作詞：千家和也／作曲：筒美京平

1. わたしの彼は左きき
編曲：筒美京平
2. ひとりの私
編曲：高田弘

## その他収録作品
※カッコ内の内訳は （発売年月日、レーベル、規格品番）
- 続・青春歌年鑑 1973 （2002年11月27日、ユニバーサルミュージック、UICZ-6004）
- 麻丘めぐみBOX 72-77 （2003年11月21日、ビクターエンタテインメント、VICL-61241/4）
- THE HIT MAKER -筒美京平の世界- （2006年4月5日、ソニー・ミュージックダイレクト、MHCL-771/6）
- GOLDEN☆BEST 麻丘めぐみ （2009年1月21日、ビクターエンタテインメント、VICL-63214/5）
- Premium BOX 〜オリジナル・アルバム・コレクション〜 （2009年3月25日、ビクターエンタテインメント、VIZL-324）
- 筒美京平HITSTORY Ultimate Collection 1967-1997 2013Edition（2013年12月25日、ソニー・ミュージックダイレクト、MHCL-30202/4）

## カバー
※カッコ内の内訳は （発売年月日、レーベル、規格品番）
- 研ナオコ 『女ごころ』 （1973年、東宝レコード、AX-4008）
- 山口百恵 『青い果実/禁じられた遊び』 （1973年12月21日、CBSソニー、SOLL-57）
- 森昌子 『若草の季節〜マコの好きなヒット曲』 （1974年4月1日、ミノルフォンレコード、KC-8007）
- 葉山ユリ 『私はシャンソン』 （1974年、キングレコード、SKD-190）
- 新井薫子 「私の彼は左きき」 （1982年11月21日、TDKレコード、T07S-1015）
- RaCCo組 「レモンのキッス」 （1988年9月21日、クラウンレコード、CWP-95）※カップリング曲として収録
- 清水ミチコ 『幸せのこだま』 （1989年11月10日、ミディ、30MD-2511）[6]
- 増田未亜 『Cuties in Variation』 （1989年11月21日、コロムビアミュージックエンタテインメント、CA-4353）※オムニバスアルバム
- 河田純子 『楽天使』 （1990年1月1日、CBSソニー、CSCL-1086）※楽天使名義
- ギルガメ・セクシーメイツ 「セクシー・タイムスリップ」 （1992年11月1日、CBSソニー、SRDL-3561）[7]
- EMMIE THE STRIPPER 『スカでヒッパレ!昭和歌謡 〜A NEW GENERATION OF SKA〜』（2002年6月26日、イーストウエスト・ジャパン、AMCM-10017）
- のん♪たん 『全国ハモネプリーグ LIVE! Vol.3』（2002年9月20日、ユニバーサルJ、UPCH-1180）
- ちゃい夢 「Child Dream」 （2003年8月8日、ジャパン・アート、NCS-366）
- CHINEPHILE 『KAYOMANIA』（2003年12月21日、日本クラウン、CRCP-20342）
- 相澤仁美 「魅惑のひとみん 〜I（アイ）してア・ゲ・ル〜」 （2007年9月26日、GIRLS' RECORD、CYCF-00025/B）
- 泪橋学園女子カバー部 『アイドル列伝!!カバー48〜美少女時代 NON STOP MIX』（2011年4月20日、エイベックス・マーケティング、NFCD-027308）
- koma'n「So-You-Mon」【初回盤B】 （2015年3月18日、よしもとアール・アンド・シー、YRCN-90244）
- 宇野美香子 『宇野美香子 〜昭和ポップスを歌う』 （2015年3月25日、バップ、VPCA-81830）
- 香西咲 「涙の太陽」 （2015年9月16日、FIRST MUSIC、DDCZ-2048）
- 工藤あやの 「故郷さん、あいたいよ〜特別盤〜」 （2016年9月7日、徳間ジャパンコミュニケーションズ、TKCA-90844）
- 掛川エミ「Home Humming」(2021年4月28日、バンビーレコーズ、BAMR-1005)

## タイアップ等
- 大塚食品 - 「あ!あれたべよ」のCMで当曲の替え歌が使われていた。
- 陽はまた昇る（2002年）[注 2]
- ソフトバンクモバイル プリモバイル「ケータイもってないブラザーズ篇」（2010年）[注 3]